# Goniopalpia delicatalis
Goniopalpia delicatalis är en fjärilsart som beskrevs av George Francis Hampson 1903. Goniopalpia delicatalis ingår i släktet Goniopalpia och familjen Crambidae. Inga underarter finns listade i Catalogue of Life.